# Prolactin-induziertes Protein
Das Prolactin-induzierte Protein (PIP, SABP, GCDFP-15) ist ein Protein, das normalerweise im Speichel und anderen Körpersekreten von Säugetieren vorkommt, aber auch bei krankhaften Veränderungen der Milchdrüsen nachweisbar ist. Die Bindung von PIP an Aquaporin-5 in Speichel- und Tränendrüsen führt zum Transport von Aquaporin-5 in die apikale Membran; eine Veränderung dieses Prozesses scheint mitverantwortlich für das Sjögren-Syndrom zu sein. Die Fähigkeit zur Bindung an das Fc-Fragment von Immunglobulin G deutet auf mögliche immunmodulierende Funktionen für PIP. Weiterhin weist das Protein Bindungsstellen für Actin auf, außerdem bindet es an Zink-α2-Glycoprotein (ZAG); diesbezügliche Funktionen des Proteins sind nicht bekannt.
Die Produktion von PIP in Sperma, Speichel-, Tränen- und Schweißdrüsen wird durch Prolactin und Androgene erhöht, und durch Estrogen gebremst.
In der pathologischen und neuropathologischen Diagnostik werden gegen GCDFP-15 gerichtete Antikörper als immunhistochemische diagnostische Marker eingesetzt.